# Critical Reviews in Biochemistry and Molecular Biology
Critical Reviews in Biochemistry and Molecular Biology è una rivista scientifica bimestrale che pubblica articoli di revisione completi nei settori della biochimica e della biologia molecolare. È stata fondata nel 1972 con il nome di Critical Reviews in Biochemistry e ha assunto il nome attuale nel 1989. È pubblicata dalla Taylor & Francis e la caporedattrice è Bridget Sheppard. Secondo il Journal Citation Reports, nel 2014 la rivista ha avuto un fattore di impatto di 7.714, sceso a 6.2 nel 2024.